# Wi-Fi Protected Access
WPA (Wi-Fi Protected Access, tj. chráněný přístup k Wi-Fi) je v informatice obchodní označení pro zabezpečení bezdrátových sítí. Po prolomení zabezpečení WEP v roce 2001 definovala Wi-Fi Alliance v roce 2002 zabezpečení WPA pro Wi-Fi sítě jako část tehdy připravovaného standardu IEEE 802.11i. Wi-Fi Alliance vlastní práva na značku Wi-Fi i WPA a certifikuje zařízení, která ji nesou.

## Charakteristika
Zabezpečení WEP bylo prolomeno v roce 2001. Aby za něj byla co nejrychleji poskytnuta náhrada, vydala Wi-Fi Alliance 31. října 2002 popis zabezpečení WPA. WPA vychází ze 3. pracovního návrhu standardu IEEE 802.11i. Již při jeho návrhu autoři očekávali zavedení WPA2 kompatibilního s IEEE 802.11i, a proto jsou značky používané v rámcích úmyslně odlišné od IEEE 802.11i, aby bylo snadné odlišit WPA od WPA2 v implementacích podporujících obě specifikace.
Kromě rychlé reakce na problémy s WEP bylo též důležitým cílem WPA umožnit využití stávajícího hardwaru, který interně podporoval zabezpečení WEP využívající šifru RC4. Záměrem bylo umožnit využití nového zabezpečení pouhou aktualizací obslužného softwaru. Přenášená data jsou proto šifrována pomocí stejné proudové šifry RC4, jakou používal WEP.

### TKIP
Pro eliminaci slabých míst byl vyvinut protokol TKIP (Temporal Key Integrity Protocol), který dočasně odstranil problém s inicializačními vektory a zavedl dynamickou správu šifrovacích klíčů, které jsou pomocí něj mezi klientem a přístupovým bodem bezpečně přenášeny nejen na začátku komunikace, ale i během ní. Na straně klienta (počítače připojujícího se k bezdrátové síti) je nasazen tzv. suplikant (prosebník), což je univerzální démon běžící na pozadí v hlavním procesoru počítače který zajišťuje autentizaci klienta a správu šifrovacích klíčů pomocí TKIP.
Pro starší klientská zařízení (tj. bezdrátové síťové karty v počítačích) bylo možné provést aktualizaci obslužného software (typicky ovladač, firmware a obsluha bezdrátových zařízení v operačním systému spolu s výše zmíněným suplikantem) pro zařízení vyrobená po roce 1999. Na straně přístupových bodů (AP) byla možná aktualizace software pro WPA pro zařízení vyráběná až po roce 2003 (z důvodu větší náročnosti na výpočetní výkon pro implementaci TKIP).

### Šifrování
WPA používá 128bitový šifrovací klíč a 48bitový inicializační vektor (označován zkratkou IV), takže i když používá stejnou šifru jako WEP, odolává lépe útokům, jimiž je WEP napadán.
WPA vylepšuje kontrolu integrity dat (pro snadnou možnost vyřazení poškozených rámců). WEP používá algoritmus CRC-32, který je poměrně jednoduchý a navíc není kontrolní součet součástí zašifrovaných dat, takže je možné pozměnit zprávu a kontrolní součet bez znalosti WEP klíče.[zdroj?] WPA používá lepší MAC (Message Authentication Code, konkrétně algoritmus nazvaný Michael), která je zde nazývána MIC (Message Integrity Code). MIC metoda použitá ve WPA zahrnuje počítadlo rámců, které chrání před útoky snažícími se zopakovat předchozí odposlouchanou komunikaci.

### Autentizace
Autentizace klienta je možná několika způsoby:
WPA-Personal
WPA-Personal je označováno i jako WPA-PSK. Nevyžaduje autentizační server, pro autentizaci je použito sdílené tajemství (Pre-shared key), což je delší heslová fráze, která je uložena na přístupovém bodu (AP) i na připojovaném klientovi. Předsdílený klíč je buď 64 hexadecimálních čísel nebo 8 až 64 tisknutelných znaků (klíč je odvozen z heslové fráze a názvu SSID použitého jako sůl). PSK je dostupné pro WPA i WPA2.
WPA-Enterprise
WPA-Enterprise je označováno i jako WPA-802.1X mode. Vyžaduje autentizační RADIUS server s podporou protokolu IEEE 802.1X, což je složitější pro nastavení, avšak umožňuje dodatečné zabezpečení (slovníkové útoky na hesla, hlídání kvality hesel, uživatelé nechtějí prozrazovat vlastní hesla, zatímco sdílené heslo prozradí snadněji). Umožňuje i další varianty EAP autentizace (např. pomocí certifikátů).
Wi-Fi Protected Setup
Wi-Fi Protected Setup zjednodušuje připojení k zabezpečené síti pomocí číselného PIN kódu, ale vytvořilo zranitelnost spočívající v uhádnutí PIN pomocí útoku hrubou silou.

## Vady WPA
Navzdory prodloužení klíčů a inicializačních vektorů, snížení počtu zaslaných paketů s příbuznými klíči a systému ověřujícímu integritu zpráv je dnes snadné WPA prolomit, pokud je použito společně s TKIP.[zdroj?] Proto je použití této kombinace protokolů považováno za stejně nebezpečné jako u překonaného protokolu WEP a je doporučeno používat bezpečnější protokol jako WPA2 (CCMP a AES).
WPA2 nefunguje v tzv. ad-hoc sítích, ve kterých lze pro zabezpečení použít pouze WEP.[zdroj?]

### Bezpečnost PSK
PSK je označení pro režim s předsdíleným heslem (Pre-shared key). Je navržen pro sítě v domácnostech a malých kancelářích (tzv. SOHO segment), které si nemohou dovolit náklady a složitost autentizačního serveru pro IEEE 802.1X (např. RADIUS server). Každý uživatel musí před vstupem do sítě zadat heslo obsahující 8 až 63 tisknutelných ASCII znaků nebo 64 šestnáctkových číslic. Pokud použijete ASCII znaky, hašovací funkce je zkrátí z původních 504 bitů (63 znaků po osmi bitech) na 256 bitů (používá také SSID). Heslo musí být uloženo na všech přístupových bodech Wi-Fi sítě. Většina operačních systémů umožňuje uložení hesla na uživatelském počítači, aby nebylo nutné jej opakovaně zadávat, což umožňuje v případě jeho zcizení snadné připojení k bezdrátové síti.
Bezpečnost zvyšuje použití funkce PBKDF2 (Password-Based Key Derivation Function) pro odvozování klíčů. Nicméně uživatelé často používají slabá hesla, která neodolají útokům hrubou silou, kde je heslo hádáno. Riziko tohoto útoku lze snížit použitím hesel kombinujících alespoň 5 spojených náhodných slov či obsahujících alespoň 14 zcela náhodných písmen. Maximální ochrana v tomto režimu vyžaduje klíč obsahující 54 náhodných písmen nebo 39 náhodných ASCII znaků. V praxi většinou postačí vyvarovat se krátkých a slovníkových řetězců.
Někteří výrobci spotřebních WLAN zařízení se snaží obejít slabou volbu hesla pomocí metody, která automaticky generuje a distribuuje silné klíče pomocí softwarového či hardwarového rozhraní používajícího externí metodu přidávání nového Wi-Fi adaptéru či zařízení do sítě. Tyto metody zahrnují stisknutí tlačítka (Broadcom SecureEasySetup a Buffalo AirStation One-Touch Secure System či AVM Fritz!Box Fon 7170, 7270) a zadání krátkého hesla prostřednictvím programu (Atheros JumpStart). Wi-Fi Aliance tyto metody standardizovala v programu nazvaném Wi-Fi Protected Setup (WPS, dříve Simple Config). I u této technologie však byly brzy objeveny významné slabiny, umožňující prolomit zabezpečení sítě v řádu několika hodin.

## WPA2
WPA2 implementuje všechny povinné prvky IEEE 802.11i. Konkrétně přidává k TKIP a algoritmu Michael nový algoritmus CCMP (Counter Mode with Cipher Block Chaining Message Authentication Code Protocol) založený na AES, který je považován za zcela bezpečný. Od 13. března 2006 je certifikace WPA2 povinná pro všechna nová zařízení, jež chtějí být certifikována jako Wi-Fi.
Některá zařízení podporují tzv. Mixed mode, kdy WLAN Access Point podporuje WPA a současně i WPA2 na jediném WLAN rozhraní, v některých případech umožňuje vytvořit i více, typicky 2 SSID buď přímo pro klienty (například mini router od FON.com – La Fonera, 2× SSID, 2 metody šifrování), v jiných případech např. pro WDS režim, kdy páteř je šifrována nezávisle na klientském signálu (např. Fritz!Box FON, i když obě SSID, páteřní i klientské, musí být shodné, tak každé může mít jinou metodu šifrování či klíče).

### Podpora v software
- oficiální podpora WPA2 v Microsoft Windows XP vyšla 1. května 2005, může vyžadovat aktualizaci ovladače síťového adaptéru
- Windows Vista a novější mají podporu již zabudovanou v základním vydání
- Apple podporuje WPA2 na všech počítačích Macintosh obsahujících AirPort Extreme, základnových stanicích AirPort Extreme a AirPort Express; potřebné aktualizace firmware jsou obsaženy v AirPort 4.2 vydaném 14. července 2005.

## WPA3
Roku 2018 byl představen nový standard WPA3. I ten však obsahuje zranitelnosti.